# 小行星13085
小行星13085（13085 Borlaug）是一颗绕太阳运转的小行星，为主小行星带小行星。该小行星于1992年4月19日发现。

## 轨道参数
小行星13085的轨道半长轴为411 891 077 km，2.7532826 UA，离心率为0.082。